# Guerre Goryeo-Kitai
Le Guerre Goryeo-Khitan (in coreano 고려-거란 전쟁?) furono una serie di conflitti che si verificarono tra il X e XI secolo d.C. e che videro contrapporsi la dinastia Goryeo e la dinastia Liao, cappeggiata dal popolo Kitai.

## Antefatti
Durante il periodo dei Tre Regni di Corea, Goguryeo occupò la penisola coreana settentrionale e parte della Manciuria. Con la caduta di Goguryeo nel 668, Silla unificò i Tre Regni, mentre le parti settentrionali del territorio dell'ex regno di Goguryeo furono brevemente occupate dalla dinastia Tang, alleata di Silla. Successivamente, questo territorio venne conquistato dal regno Balhae, che si proclamò il successore di Goguryeo.
Subito dopo la caduta di Goguryeo, nello stesso periodo, il popolo dei Göktürk si disgregò e vennero cacciati dalla maggior parte dell'Asia centrale dalla dinastia Tang. Un'altra tribù turca, gli uiguri, sostituirono i Göktürk, ma il loro dominio era fin da subito debole e fu quindi di breve durata.
Con l'indebolimento della dinastia Balhae, degli uiguri e dei Tang, il popolo Khitan, una confederazione nomade che abitava la Manciuria e l'altopiano mongolo, colse l'occasione per rafforzarsi e iniziare ad espandere i propri territori. Dopo il crollo dei Tang in Cina nel 907, si aprì per il paese un lungo periodo di guerre civili che perdurò fino al 979.
Nel 916, in questo periodo molto confuso, venne fondata la dinastia Liao dal capo tribù Khitan Yelü Abaoji, noto successivamente con il nome di Imperatore Taizu di Liao, che divenne la potenza dominante sull'altopiano mongolo dopo aver sconfitto il khaganato uiguro.

## Relazioni tra Goryeo e i Kitai
A questo punto, la dinastia Liao aveva preso il controllo delle Sedici Prefetture a sud della Grande Muraglia e aveva instaurato una forte alleanza con la vicina dinastia Jin, appacificandosi così gran parte dei regni limitrofi.
Nel 922, continuando a condurre questa politica di pace, l'imperatore Liao Yelü Abaoji inviò alcuni cavalli e cammelli al vicino regno Goryeo e i sovrani coreani accettarono di buon grado il dono. Tuttavia, quando Balhae cadde in mano ai Kitai alcuni anni dopo, il re Taejo, accogliendo i rifugiati coreani provenienti dal vicino regno caduto, decise di perseguire una politica di espansionismo verso settentrione e ostile alla dinastia sino-mongola. Nel 942, i Kitai decisero di inviare altri 50 cammelli a Goryeo nella speranza che i coreani accettassero il regalo, ma questa volta Taejo rifiutò il dono, esiliando l'ambasciatore su un'isola e facendo morire di fame i cammelli.
I successivi sovrani coreani continuarono questa politica ostile alla dinastia Liao. Ad esempio, il re Gwangjong costruì fortezze lungo tutto il confine nord-ovest del paese e fortificò i territori delle attuali province di Pyongan e Hamgyong, oggi in Corea del Nord.

## L'espansione della dinastia Liao
Nel 962, Gwangjong si alleò con la dinastia Song, che governava la Cina centrale, e perseguì una politica di espansione a nord. Inoltre, alcuni rifugiati del regno di Balhae avevano formato un piccolo stato chiamato Jeongan nella regione centrale del fiume Yalu e si erano alleati con i Song e i Goryeo contro la dinastia cinese dei Kitai.
A questo punto, la dinastia Liao, ben organizzata sotto la forte guida dell'imperatore Shengzong, dopo aver conquistato e attaccato Jeongan sul fiume Yalu inferiore nel 991, iniziò gli attacchi contro il regno Goryeo, dando così inizio al Primo conflitto nella guerra Goryeo-Kitai.

## Prima invasione
Nel 993, la dinastia Liao diede inizio all'invasione oltrepassando il confine nord-occidentale di Goryeo con un esercito di circa 800 000 uomini. Dopo una situazione di stallo, iniziarono i negoziati tra i due stati, che stabilirono le seguenti regole: per prima cosa, a Goryeo fu imposto di porre fine formalmente a tutti i rapporti politici ed economici con la dinastia Song, di rendere omaggio ai Kitai con un dono e di adottare il loro calendario ufficiale. In secundis, dopo le trattative condotte dal famoso diplomatico coreano Seo Hui, Goryeo riuscì ad annettersi la terra tra il confine con la dinastia Liao fino al fiume Yalu. Stipulata questa pace, le forze Kitai decisero di ritirarsi. Tuttavia, nonostante gli accordi, il regno di Goryeo continuò lo stesso ad avere rapporti sia diplomatici e sia commerciali con la dinastia Song.

## Seconda invasione
Nel 1009, il generale coreano Gang Jo condusse un colpo di stato contro il re Mokjong, uccidendolo e stabilendo una dittatura militare. La dinastia Liao colse l'occasione per attaccare la penisola coreana con 400 000 soldati nel 1010, con il pretesto di voler vendicare l'assassinio di Mokjong. Gang Jo bloccò il primo attacco scatenato dai Kitai, ma in un secondo attacco fu sconfitto e catturato dall'esercito nemico, che decise di giustiziarlo. La capitale fu saccheggiata e bruciata dai Liao, come "premio" per aver detronizzato il regime militare di Gang Jo e il re Hyeonjong, successore di Mokjong e nipote di Taejo, fu esiliato temporaneamente a Naju. Incapaci di stabilire un proprio dominio e al fine di evitare un contrattacco da parte degli eserciti coreani, le forze sino-mongole decisero di ritirarsi.  In seguito, il re Hyeonjong chiese la pace con i Kitai, ma l'imperatore Liao chiese al re stesso di venire di persona a chiedergli un armistizio e di cedergli anche alcuni territori limitrofi; la corte di Goryeo, sdegnata da queste richieste, le rifiutò, provocando un decennio di ostilità fra le due nazioni, durante il quale entrambe le parti fortificarono i propri confini per una possibile invasione. La dinastia Liao, infatti, decise di attaccare Goryeo per tre volte: nel 1015, nel 1016 e nel 1017, ma tutti e tre i casi si rivelarono essere un nulla di fatto.

## Terza invasione
Nel 1018, la dinastia Liao radunò un esercito di 100 000 soldati per invadere una volta per tutte la penisola. Per difendersi, il generale coreano Gang Gam-chan ordinò alle sue truppe di arginare un ruscello a est della regione di Heunghwajin. Quando le truppe Kitai attraversarono il fiume Yalu, Gang Gam-chan aprì la diga e attaccò l'esercito nemico con 12 000 soldati a cavallo e, cogliendoli di sorpresa, riuscirono a infliggere gravi perdite ai nemici e a tagliarli una possibile via di fuga. Le truppe sino-mongole proseguirono comunque l'avanzata e si diressero verso la capitale, ma incontrarono una dura resistenza e attacchi costanti durante la loro marcia e furono quindi costrette a ripiegare verso nord. Allora Gang Gam-chan e le sue truppe aspettarono vicino all'antica città di Gwiju e circondarono le forze nemiche, annientando la maggior parte del loro esercito. Dopo la famosa battaglia di Gwiju sopravvissero solamente poche migliaia di truppe mandate dalla dinastia Liao. L'anno successivo, tuttavia, i Kitai radunarono un altro grande esercito. Però, visto che entrambi gli schieramenti compresero che un'altra guerra sarebbe solamente costata troppo, sia in vite umane sia economicamente, decisero di firmare un trattato di pace nel 1022.